# Kurztest für allgemeine Basisgrößen der Informationsverarbeitung
Der Kurztest für allgemeine Basisgrößen der Informationsverarbeitung (KAI), früher Kurztest für Allgemeine Intelligenz, ist ein psychometrischer Leistungstest zur Erfassung der menschlichen Kurzspeicherkapazität („Arbeitsspeicherkapazität“), welche die Qualität und Quantität der Informationsverarbeitung bestimmt. Diese Kurzspeicherkapazität bildet die Grundlage für fluide Intelligenzleistungen als Fähigkeit, logisch zu denken und vor allem neue bisher unbekannte Probleme zu lösen (induktives und deduktives Denken). Der Test wurde von Siegfried Lehrl entwickelt. Er basiert auf Konzepten zur Informationspsychologie (z. B. Helmar Frank) bzw. der sogenannten Erlanger Schule der Informationspsychologie.
Die Messung der Kurzspeicherkapazität erfolgt in Bit. Für die erwachsene Normalbevölkerung wurde die Verteilung 80 ± 29 Bit ermittelt. Anders als bei mittels Intelligenzquotienten (IQ) beschriebenem Intelligenzniveau verwendet der KAI prozentuale Änderungen der Arbeitsspeicherkapazität (Bit) zur Beschreibung der individuellen Leistungen.

## Bestimmung der Arbeitsspeicherkapazität
- Die Informationsverarbeitungsgeschwindigkeit S, gemessen in Bit/s, wird bestimmt durch die Messung der Lesezeit von stochastisch unabhängigen Buchstaben. Der subjektive Informationsgehalt der präsentierten Buchstaben ist bekannt.
- Die Merkspanne, die Gegenwartsdauer bzw. die Gedächtnisspanne D, gemessen in Sekunden, wird wie folgt ermittelt: Möglichst lange Reihen von Ziffern wie „5 9 1 3 ...“ und Buchstaben wie „u n r z ...“ nachsagen. Die Zeichen werden im Abstand von je einer Sekunde in immer längeren Zeilen präsentiert: erst drei Zeichen, wenn sie richtig wiederholt werden, dann 4, danach 5 usw.
- Die Arbeitsspeicherkapazität C, gemessen in Bit, wird bestimmt durch das Produkt aus obiger Informationsverarbeitungsgeschwindigkeit und Merkspanne:

{\displaystyle C[Bit]=S[Bit/s]\cdot D[s]}

## Anwendung
Der KAI ist für Personen ab 18 Jahren normiert. Er wird zur schnellen Erfassung der individuellen Arbeitsspeicherkapazität eingesetzt. Dem Ergebnis lässt sich anhand einer Tabelle der fluide IQ zuordnen. Es werden mit ihm auch Verlaufsuntersuchungen durchgeführt, beispielsweise zur Kontrolle von Einflüssen, wie Ernährung, Medikation, Veränderung der Sinnestüchtigkeit etc., auf die geistige Leistungsfähigkeit.
Die Tests dauern beim ersten Mal etwa acht Minuten, bei Wiederholungen meist zwei bis vier Minuten. Für Wiederholung der Anwendung stehen Parallelformen des Tests (gleichwertige Form mit anderen Aufgaben) zur Verfügung.